# Ruhrtalsperrengesetz
Das Ruhrtalsperrengesetz vom 5. Juni 1913 regelte die Bewirtschaftung der Ruhr und überführte den 1899 gegründeten Ruhrtalsperrenverein in eine Körperschaft des öffentlichen Rechts.
Es wurde zusammen mit dem Ruhrreinhaltungsgesetz erlassen und im preußischen Gesetzblatt veröffentlicht (PrGS. 1913 Nr. 31 S. 317; PrGS. NW. 1961 Sonderband S. 214). Das Ruhrtalsperrengesetz wurde durch Art. 90 des „Ersten Gesetzes zur Befristung des Landesrechts Nordrhein-Westfalen“ vom 18. Mai 2004 (GV. NRW. S. 248, 257) zum 4. Juni 2004 förmlich aufgehoben. Sein Regelungsgehalt war, wie der des Ruhrreinhaltungsgesetzes, zuvor bereits durch das „Gesetz über den Ruhrverband (Ruhrverbandsgesetz - RuhrVG -)“ vom 7. Februar 1990 (GV. NW. S. 178) ersetzt worden.